# توره موندووی
توره موندووی (به ایتالیایی: Torre Mondovì) یک کومونه در ایتالیا است که در استان کونیو واقع شده‌است. توره موندووی ۱۸٫۵ کیلومتر مربع مساحت و ۵۲۱ نفر جمعیت دارد و ۴۶۰ متر بالاتر از سطح دریا واقع شده‌است.